# Bahmut
Bahmut è un comune della Moldavia situato nel distretto di Călărași di 1.967 abitanti al censimento del 2004

## Località
Il comune è formato dall'insieme delle seguenti località: (popolazione 2004)
- Bahmut (1.226 abitanti)
- Bahmut loc. staţie (741 abitanti)